# Geelkruinorganist
De geelkruinorganist (Euphonia luteicapilla) is een zangvogel uit de familie Fringillidae (vinkachtigen).

## Verspreiding en leefgebied
De soort komt voor van oostelijk Nicaragua tot Costa Rica en Panama.